# Antoing
Antoing (pcd. Antweon) – miasto w Belgii, w Regionie Walońskim, w prowincji Hainaut, w okręgu Tournai-Mouscron. 1 stycznia 2024 r. liczyło 7623 mieszkańców. Powierzchnia miasta wynosi 31,33 km², a jego gęstość zaludnienia wynosi 76 osób/km².
W Antoing znajduje się zamek. 11 maja 1745 roku na terenie miasta odbyła się bitwa pod Fontenoy.

## Podział administracyjny
W skład miasta wchodzi pięć dzielnic (section):
- Bruyelle
- Calonne
- Fontenoy
- Maubray
- Péronnes-lez-Antoing